# 馬馬雷哈市鎮
馬馬雷哈鄉級市鎮（羅馬化：Mamalyhivska silska hromada）是烏克蘭切爾諾夫策州德涅斯特區的市鎮，行政中心為馬馬雷哈。
市鎮面積為145.56平方公里，2018年人口為12,083。